# Didelphis pernigra
Didelphis pernigra e вид опосум от семейство Didelphidae. Видът обитава Андите в страните Боливия, Перу, Еквадор, Колумбия и Венецуела на надморска височина 2000 - 3700 m. До 1993 г. видът заедно с Didelphis imperfecta е отделен от Didelphis albiventris като самостаятелен. Поради сходствата на двата вида в Боливия са описани случаи на хибридизация помежду им. Видът обитава гори и открити местности. Добре се развива и в гори вторично израсли след изсичането им от хората, земеделски земи и крайградски зони.